# Castel Torre (Merano)
Castel Torre (Schloss Thurnstein in tedesco) è un castello medievale che si trova nel comune di Tirolo in Alto Adige.

## Storia
Le prime notizie documentate che lo riguardano risalgono al 1276, ma scavi archeologici hanno dimostrato l'esistenza di un castelliere preistorico, segno di una presenza umana molto più antica. All'epoca della sua fondazione, il castello era chiamato Turm auf Platzleid (solo nel 1478 apparirà per la prima volta il toponimo Thurnstein) ed era costituito unicamente da una casatorre.
Nel 1282 fu dato in feudo da Mainardo II a Konrad Milsner. Negli anni successivi il castello sembra essere stato un feudo molto ambito per via della sua posizione e delle sue vigne e le famiglie nobili facevano a gara per poterlo avere.
Solo nel XVI secolo fu costruita l'ala sud addossata alla torre e solo nel 1803 quella nord, che però non fu mai completata.
Nel XVII secolo il castello divenne di proprietà di Alexander von Egen la cui famiglia lo possiede tuttora.
Dalla prima guerra mondiale il castello è adibito a ristorante, tra le cui specialità c'è il "Vino Napoleone". Questo vino, prodotto dalle vigne del castello, prese il nome dell'imperatore Napoleone III quando giunse la notizia della sua cattura durante la battaglia di Sedan nel 1870.